# Echidnophaga myrmecobii
Echidnophaga myrmecobii är en loppart som beskrevs av Rothschild 1909. Echidnophaga myrmecobii ingår i släktet Echidnophaga och familjen husloppor. Inga underarter finns listade i Catalogue of Life.